# Русская Теча
Русская Те́ча — село в Красноармейском районе Челябинской области.

## География

Вид на реку Течу

Село размещено на правом берегу реки Течи, загрязнённой радиоактивными отходами производственного объединения «Маяк». Как и ряд других селений расположенных в пойме реки Течи, село в начале XXI века было переселено с более низкого пологого берега реки на более высокий «для защиты от радиационного воздействия». Западнее села в 9—10 км расположено озеро Сугояк.
Через Русскую Течу проходит региональная автодорога 75К-132, ранее называемая Бродокалмакским трактом по названию села Бродокалмак.

## История
Село возникло в 1682 году, после переселения слободчика Ивана Синицина и других из Катайского острога. Предположительно, самое первое русское поселение в границах современной Челябинской области. Первоначальное название; Белоярская Теченская слобода, в дальнейшем Теченская слобода. К 1719 году, в селении насчитывалось около 200 душ мужского пола при 36 дворах. Селение имело оборонительные сооружения для защиты от набегов «киргизцев и башкирцев».
К середине XVIII века, слобода насчитывала около 100 дворов, имелась церковь Введения во храм Пресвятой Богородицы. К слободе было приписано село Калмыцкий брод. Канцелярия Исетской провинции с момента основания до перевода в 1743 году в Челябинск находилась в Теченской слободе.
Созданная в 1734 году Оренбургская экспедиция определила Теченскую слободу центром для заготовок провизии для питания гарнизонов и жителей Верхояицкой и Оренбургской крепостей.
Нападения башкир на обозы с продовольствием следующие из Теченской слободы в Оренбургскую и Верхояицкие крепости стали одной из причин строительства на расстоянии дневных переходов друг от друга Челябинской, Миасской и Чебаркульской крепостей.

## Население
| 1997 | 2002  | 2010  |
| ---- | ----- | ----- |
| 1180 | ↘1151 | ↘1129 |

Эффективная доза облучения неэвакуированных жителей, проживавших в селе, составляла в среднем 90 миллизиверт.

## Экономика
В советское время действовало отделение совхоза «Кировский».